# Brande Å
Brande Å  er det første store tilløb til Skjern Å som den løber ud i lidt nord for byen Brande (ca. 36 moh). Den har sit udspring ca. 86 moh. lidt nordøst for Give og løber i godt 17 kilometer mod nordvest stort set hele vejen langs hovedvej 18 (Vejle-Herning). I Brande har den tilløb fra Goldbæk, der har udspring i Hastrup Plantage ca. 5 km øst for byen.
55°57′N 9°5′Ø / 55.950°N 9.083°Ø